# The Bang Bang Club
The Bang-Bang Club (The Bang Bang Club en España, El Club Bang Bang en Hispanoamérica, Fotógrafos de la muerte en Argentina) es una película dramática biográfica canadiense-sudafricana de 2010 escrita y dirigida por Steven Silver.
Está protagonizada por Ryan Phillippe, Malin Åkerman, Taylor Kitsch, Frank Rautenbach y Neels Van Jaarsveld. Representan la vida de cuatro fotoperiodistas activos en los municipios de Sudáfrica durante el período del apartheid, en particular entre 1990 y 1994, desde que Nelson Mandela fue liberado de prisión hasta las elecciones de 1994.
Es una adaptación cinematográfica del libro The Bang-Bang Club: Snapshots from a Hidden War coescrito por Greg Marinovich y João Silva, quienes formaban parte del grupo de cuatro fotógrafos conocido como Bang-Bang Club.

## Sinopsis
La película cuenta la historia de cuatro jóvenes y los extremos a los que llegaron para capturar sus imágenes en los días previos a la caída del apartheid en Sudáfrica.

## Elenco
- Ryan Phillippe como Greg Marinovich.
- Malin Åkerman como Robin Comley.
- Taylor Kitsch como Kevin Carter.
- Frank Rautenbach como Ken Oosterbroek.
- Neels Van Jaarsveld como João Silva.
- Patrick Lyster como James Nachtwey.
- Russel Savadier como Ronald Graham.
- Alf Kumalo como él mismo.
- Patrick Shai como Pegleg.

## Distribución
Se estrenó mundialmente en el Festival Internacional de Cine de Toronto (TIFF). Entertainment One tiene los derechos de distribución para Canadá. Tribeca Film adquirió los derechos en Estados Unidos, donde se estrenó el 22 de abril de 2011. Según The Numbers, solo se proyectó en nueve salas de Estados Unidos, recaudando 124.791 dólares.

## Recepción
Judith Matloff, una veterana corresponsal extranjera y editora colaboradora de Columbia Journalism Review dijo en su reseña que es "la última producción de Hollywood en interpretar mal el papel del corresponsal de conflicto". Matloff escribió: "Pero los reporteros y fotógrafos en Sudáfrica en ese momento también eran seres humanos compasivos que se expusieron al peligro porque querían registrar la historia. Esto no se refleja particularmente en la película. En cambio, Silver juega con el estereotipo de Hollywood de que son forasteros sin corazón. Después de un día divertido tomando fotografías de personas negras masacrándose entre sí, los muchachos regresan a los suburbios blancos y se divierten, lo que implica que el derramamiento de sangre es un juego para ellos."
Matloff trabajó con Marinovich y conocía a Silva, ya que era miembro del cuerpo de prensa de Johannesburgo a principios de la década de 1990. Ella escribió en su artículo para la Revista de Periodismo de Columbia sobre sus experiencias, "La película muestra a los fotógrafos como imprudentes buscadores de emociones, pavoneándose en las salas de redacción como estrellas de rock y besuqueándose con chicas, cuando no se suben a los autos para perseguir 'Bang Bang' (violencia)". En su reseña, dijo que Marinovich se había desvinculado de la versión cinematográfica. "Tiene el mismo título pero no es la misma historia. No es mi vida. No veo al personaje como yo".
Miriam Brent en su reseña para The Guardian dijo: "Sin embargo, aunque la película plantea preguntas pertinentes sobre cuándo dejar la cámara, es frustrante profundizar en estos dilemas morales y la tensión emocional que enfrentan los fotógrafos de combate. En cambio, nos presentan un mundo impulsado por la testosterona en el que esquivar las balas es solo otra forma de recibir patadas antes de que comience la fiesta... Es una lástima que la cinematografía lograda no se corresponda con un guion que permita que la verdadera valentía y los logros de los fotoperiodistas de combate brillen, como se merecen."
La película recibió críticas mixtas. Hasta junio de 2020, mantenía una calificación del 49 % en Rotten Tomatoes basada en 47 revisiones, con una calificación promedio de 5.89 / 10.